# 馬圭 (緬甸)
馬圭（發音：[məɡwé mjo̰]）是緬甸馬圭省的首府與第二大城市，位於伊洛瓦底江畔。馬圭地區以種植芝麻和多種堅果而聞名。

## 交通
- 馬圭機場（英语：Magway Airport）